# 摩西·阿布拉莫维茨
摩西·阿布拉莫维茨（Moses Abramovitz，1912年1月1日—2000年12月1日）是20世纪的美国经济学家和教授。他在其职业生涯中对宏观经济波动和经济增长的研究做出了许多贡献。 

## 生平
摩西·阿布拉莫维茨在纽约布鲁克林的一个犹太家庭出生和长大，以优异的成绩完成了哈佛大学经济学学士学位。他本想成为一名律师，因而在哈佛学习刑事司法和经济学。然而，因为他能够将经济学与他所生活的世界联系起来，他变得对经济学更加感兴趣。他于1939年在哥伦比亚大学获得了博士学位 。  1985年获瑞典乌普萨拉大学社会科学学院荣誉博士学位。  1992 年，他受邀前往罗马，成为著名的意大利猞猁之眼国家科学院（林琴科学院）的研究员。 1992 年，他在安科纳大学获得了另一个博士学位。阿布拉莫维茨于 2000 年 12 月 1 日在加利福尼亚州的斯坦福医院因胃肠道感染去世，享年 88 岁。
阿布拉莫维茨，家人和朋友都叫他 Moe，以其谦虚的个性而闻名，并被描述为经济学界最不自我的学者之一。他于 1937 年与出生于布鲁克林的画家和雕塑家 卡莉・格拉瑟（Carrie Glasser）结婚。她于 1999 年去世。 
阿布拉莫维茨的职业生涯始于 1930 年代中期，他在哈佛担任讲师。在哥伦比亚大学完成博士学位后，他加入了纽约的美国全国经济研究所，在那里他开始了对库存投资周期的调查。二战期间，阿布拉莫维茨在战时生产委员会和战略情报局担任欧洲工业和贸易部门的负责人。 1945 年和 1946 年，他担任美国在盟国赔偿委员会的代表的经济顾问。 他还是斯坦福大学经济系的创始教员，于 1948 年秋季加入该系。他在那里任教近30年。  1962年至1963年，他担任位于巴黎的经济合作与发展组织秘书长顾问。 1963 年至 1965 年与 1971 年至 1974 年，他担任经合组织主席。在他的职业生涯中，阿布拉莫维茨对宏观经济学和长期增长进行了许多开创性的研究。他 1986 年的文章《追赶、进取和落后（Catching Up, Forging Ahead and Falling Behind）》是《经济史期刊（The Journal of Economic History）》发表的所有论文中被引用次数第二多的文章。 

## 理论

### 赶超式增长
阿布拉莫维茨的赶超式增长假说试图解释西欧从 1948 年到 1972 年的经济增长黄金时代。他得出的结论基本上为：增长的关键是西欧从美国进口和应用技术的能力。发展中国家的增长率会高于发达国家的增长率，因为发展中国家的收益递减率要低得多。如果一个国家尝试工业化，其情况只会是更好的；它的增长速度将比已经工业化的国家快得多。在这个过程中，国家创造了更多的就业机会和更多的资本，这意味着经济中的总收入将越来越快地增加。 

### 赶超式增长的局限性
阿布拉莫维茨的理论并不能保证贫穷国家会赶上发达国家，因为贫穷国家可能无法适应新技术、吸引资本和参与全球市场。
如果一个国家不能适应提供给它的技术，它将无法产生更多的资本，这将导致追赶过程失败。如果该国不与发达国家建立关系，这个过程也会失败。建立这种关系非常重要，因为发达国家将购买大部分发展中国家的资本。如果发展中国家出售更多的资本，它就会增长，进而实现追赶。 

### 库存在商业循环中的作用
在美国全国经济研究所任职期间，阿布拉莫维茨研究了库存在商业循环中的作用。商业循环是经济活动在一段时间内的波动。这种波动可能是好的，如繁荣和经济扩张，也可能是坏的，如衰退或萧条。在他的论文“库存在商业循环中的作用（The Role of Inventories in Business Cycles）”中，阿布拉莫维茨写道：如果库存生产存在滞后，库存可能会发挥负面作用。由于以下原因，库存生产可能会出现滞后：
1. 需要生产许多商品来创造一个完整的产品。例如，要制造汽车，需要多种商品。如果在获得任何这些商品方面存在滞后，就会减慢汽车的生产速度。这会阻止市场满足需求，从而导致收入减少。
2. 从国内制造商或经销商处购买的原材料可能会滞后几个月。例如，要制造织物，需要多种类型的原材料，例如棉、尼龙、羊毛和聚酯。如果国内制造商或经销商无法按时生产原材料，市场将因无法满足需求而受到影响。
3. 从远端来源或以长期合同购买的原材料也可能滞后。当国内制造商和经销商无法生产足够的产品时，其必须与其他国家接触，这需要更长的时间。这也可能导致市场缺乏消费者想要的产品。
4. 按订单生产的成品与产量非常接近。即使按时收到原材料并按时生产货物，库存也可能不足以满足需求。生产更多需要从头开始。同时，市场上没有任何商品可以出售。 [10]

批发商和零售商的总库存似乎也落后于销售约六个月。详细研究表明，这种滞后反映了不同行业的商人在使「他们收到货物的速度」与「他们可以处理货物的速度」保持一致的能力方面存在很大差异。一些商家根据销售调整库存的能力非常有限，导致库存长期滞后于销售，甚至出现销售与库存之间的反比关系。如果解决了这些不同的滞后问题，国家就可以阻止库存对国内市场的负面影响。

## 出版
按时间顺序的部分研究成果：
- 1939: Price Theory for a Changing Economy （页面存档备份，存于）
- 1948: Role of Inventories in Business Cycles
- 1950: Inventories and Business Cycles
- 1954: (with V. Eliasberg) The Trend of Public Employment in Great Britain
- 1956: Resource and Output Trends in the US since 1870 （页面存档备份，存于）
- 1959: The Welfare Interpretation of National Trends in National Income and Product
- 1959: . Stanford, California: Stanford University Press. 1959. OCLC 287348.Stanford, California: Stanford University Press. OCLC 287348.
- 1959: Abramovitz (编), , , Stanford, California: Stanford University Press: etal, OCLC 490147128.), "The welfare interpretation of secular trends in national income and product", The Allocation of Economic Resources: Essays in Honor of Bernard Francis Haley, Stanford, California: Stanford University Press, OCLC 490147128.
- 1961: The Nature and Significance of Kuznets Cycles （页面存档备份，存于）
- 1964: Evidences of Long Swings in Aggregate Construction Since the Civil War
- 1968: The Passing of Kuznets Cycles （页面存档备份，存于）
- 1973: (with David, Paul) Reinterpreting Economic Growth: Parables and Realities
- 1979: Rapid Growth Potential and Its Realization
- 1979: Economic Growth and Its Discontents （页面存档备份，存于）
- 1986: Catching Up, Forging Ahead and Falling Behind （页面存档备份，存于）
- 1993: Thinking About Growth and Other Essays
- The Search for the Sources of Growth: Areas of Ignorance, Old and New （页面存档备份，存于）
- 1996: (with David, Paul) Convergence and Deferred Catch Up （页面存档备份，存于）
- 1999: What Economists Don't Know About Growth